# Barrages de pêche Mnjikaning

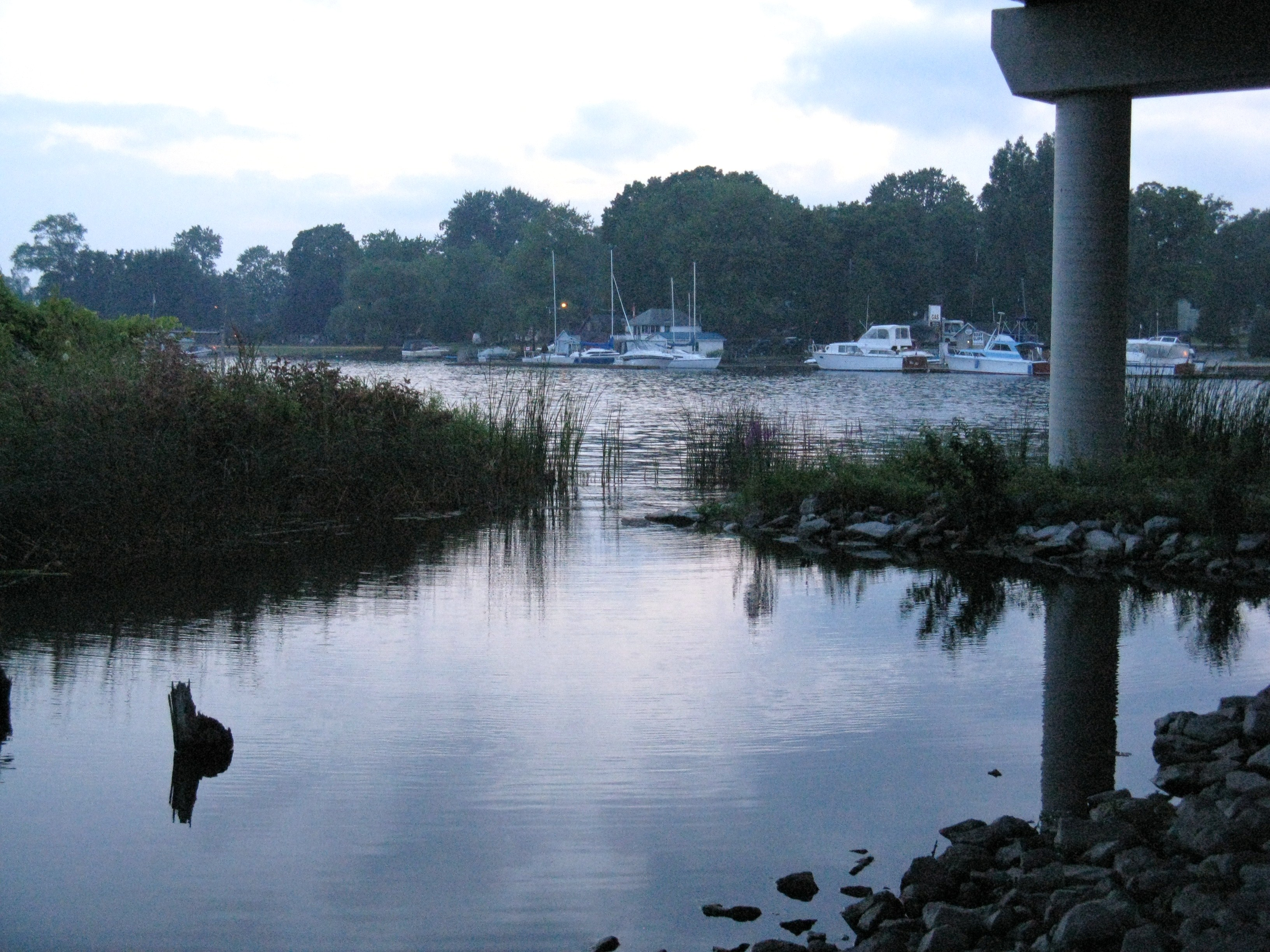
Barrages de pêche Mnjikaning

Les barrages de pêche Mnjikaning sont des barrages à poisson qui font partie des plus anciennes créations de l'homme au Canada. Ils ont été construits par les populations indiennes avant 2000 av. J.-C., d'après les datations au carbone 14, et sont situés entre le lac Simcoe et le lac Couchiching, à l'est de la ville d'Orillia en Ontario. 
Les indiens Hurons-Wendats ont occupé l'endroit jusqu'en 1650 environ, et de nos jours ce sont les Anishinaabe qui sont les gardiens du lieu, qui est pour eux un lieu sacré.
Ils ont été reconnus Lieu historique national du Canada en 1982.